# Basilio Osaba Ruiz de Erenchun
Basilio Osaba y Ruiz de Erenchun (Vitoria, 1907-1978) fue un pionero de la arqueología alavesa que llegó a ejercer como director de los museos de arqueología de Orense y de Burgos].

## Formación

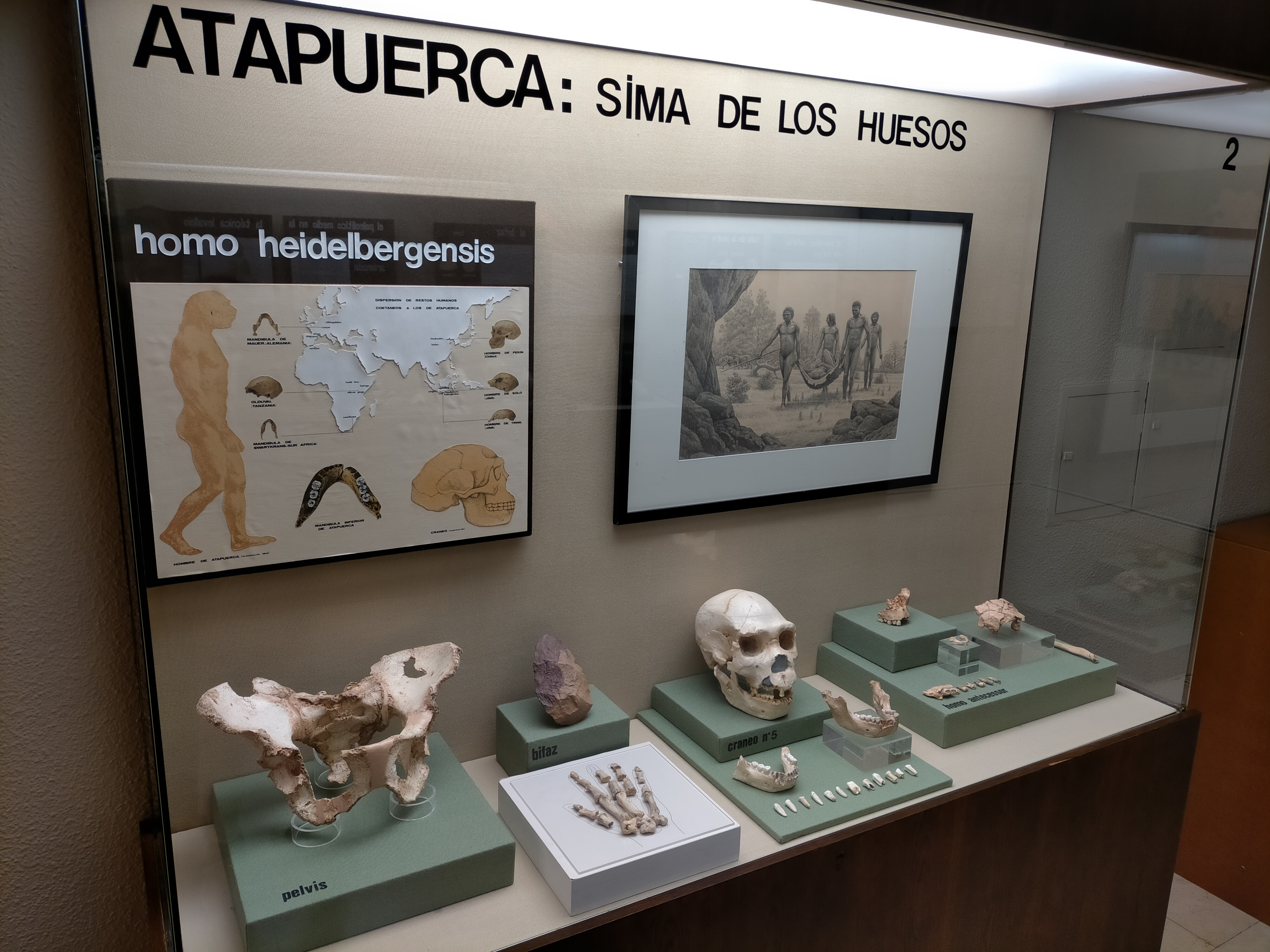
Vitrina sobre el yacimiento de Atapuerca en el Museo de Burgos del que fue director Basilio Osaba.

Fue en Vitoria, su ciudad natal, donde cursó, tanto su formación básica, como sus estudios de magisterio. Después Basilio proseguirá su carrera en la Universidad de Zaragoza, donde se licenciará como historiador en la facultad de Filosofía y Letras. Tras realizar las correspondientes oposiciones, en 1944 logra ingresar en cuerpo estatal de ‘Archiveros, bibliotecarios y arqueólogos’. Colabora asimismo como conservador en el Museo Arqueológico Nacional. 

## Trayectoria profesional
Poco después, en ese mismo año de 1944, se convierte en director del Museo Arqueológico de Orense. Su labor fue un revulsivo para la entidad, puesto que, gracias a su labor, el museo logró disponer de su primer local. Basilio también diseñó su primera instalación expositiva. Durante esta etapa en tierras gallegas, estableció relaciones con otros investigadores de la región, destacando entre ellos el prehistoriador Florentino López Cuevillas. En 1950, ganó el concurso de traslado, también como director, al Museo Arqueológico de Burgos. Una de sus primeras contribuciones en la capital burgalesa fue el traspaso de los materiales arqueológicos del museo, desde la torre de Santa María donde hasta entonces se almacenaban, hasta la Casa de Miranda. Cabe destacar asimismo que también fue uno de los primeros investigadores que intervino en Atapuerca (conjuntamente al espeleólogo José Luis Uribarri). 
Basilio publicó frecuentemente en el Boletín de la Institución Fernán González, de la que, además de socio, era también tesorero y secretario en la comisión de monumentos.  
Durante una parte de su etapa burgalesa, al menos entre 1963 y 1969, volvió a la docencia, ejerciendo como profesor de francés y literatura en el Colegio de la Merced. 
Fue miembro del Instituto Arqueológico Alemán, de la Real Academia Gallega (de la que era académico correspondiente), así como de la Real Sociedad Bascongada de Amigos del País. Fue condecorado con las Palmas de Oro de la Academia Francesa. 

## Labor arqueológica en Álava
A pesar de sus largas estancias, primero en Orense y luego en Burgos, Basilio Osaba no perdió contacto con la arqueología alavesa. En 1949, empezó a colaborar en las excavaciones que dirigió Gratiniano Nieto en el yacimiento de Iruña-Veleia. Apenas un año después, en 1950, participó también en una de las primeras campañas de excavaciones que se realizaron en el yacimiento de La Hoya (Laguardia), junto con Máximo Ruiz de Gaona y con Domingo Fernández de Medrano. Asimismo, en 1953, volvió a colaborar con Fernández de Medrano en la excavación del dolmen de La Cascaja (Peciña, La Rioja).